# Roland Kickinger
Roland Kickinger (Viena, 30 de marzo de 1968) es un fisicoculturista y actor estadounidense nacido en Austria. 
Ha aparecido en numerosas competiciones de culturismo, aptitud física, revistas y vídeos de capacitación.

## Carrera
En su carrera de actor, es quizás más conocido por su papel como Chip Rommel en la serie de televisión Son of the Beach. 
También interpretó a Arnold Schwarzenegger en 2005, en la película de televisión Arnold Run. Apareció también en Disaster Movie, estrenada en 2008, y en Terminator Salvation, donde interpreta al prototipo T-800 que hizo famoso a Schwarzenegger. Kickinger puso el cuerpo y sobre éste, gracias a la tecnología CGI, se sobrepuso el rostro del propio Schwarzenegger, quien al no poder participar en la película por sus obligaciones políticas, cedió derechos de imagen para este uso.